# Gelis thersites
Gelis thersites är en stekelart som först beskrevs av Otto Schmiedeknecht 1933.  Gelis thersites ingår i släktet Gelis och familjen brokparasitsteklar. Inga underarter finns listade i Catalogue of Life.